# Campeonato Europeo Sub-17 de la UEFA 2015
El Campeonato Europeo Sub-17 de la UEFA es la decimocuarta vez que se celebra. La fase final se realizó en Bulgaria. La primera fase de clasificación comenzó el 19 de septiembre de 2014. El torneo también actuó como clasificación para la Copa Mundial de Fútbol Sub-17 de 2015 de la FIFA que se celebró en Chile ese mismo año, con 6 equipos clasificados.

## Equipos participantes
| Eliminatorias |
| ------------- |
| Clasificación |

| Equipos participantes | Equipos participantes | Equipos participantes | Equipos participantes | Equipos participantes |
| --------------------- | --------------------- | --------------------- | --------------------- | --------------------- |
| Alemania              | Croacia               | Francia               | Italia                |                       |
| Austria               | Escocia               | Grecia                | Países Bajos          |                       |
| Bélgica               | Eslovenia             | Inglaterra            | República Checa       |                       |
| Bulgaria              | España                | Irlanda               | Rusia                 |                       |

## Sedes
| Stara Zagora      | Sliven                 | Stara Zagora Sliven Burgas Sozopol | Burgas            | Sozopol          |
| ----------------- | ---------------------- | ---------------------------------- | ----------------- | ---------------- |
| Estadio Beroe     | Estadio Hadzhi Dimitar | Stara Zagora Sliven Burgas Sozopol | Estadio Lazur     | Arena Sozopol    |
| Capacidad: 12,128 | Capacidad: 10,000      | Stara Zagora Sliven Burgas Sozopol | Capacidad: 18,037 | Capacidad: 3,500 |
|                   |                        | Stara Zagora Sliven Burgas Sozopol |                   |                  |

## Árbitros Oficiales
Un total de 9 árbitros, 12 árbitros asistentes y 4 cuartos árbitros han sido seleccionados para la fase final. Los árbitros son:
Árbitros
| - Marius Avram - Danilo Grujić - Adrien Jaccottet - Mads-Kristoffer - Erik Lambrechts - Dumitru Muntean - Paweł Raczkowski - Roy Reinshreiber - Alan Mario Sant | Árbitros asistentes - Erik Arevshatyan - Rejdi Avdo - Mehmet Culum - Namik Huseynov - Gareth Jones - Sten Klaasen - Ville Koskiniemi - Aleh Maslianka - Nuno Pereira - Romans Platonovs - Dovydas Sužiedėlis - Erik Weiss | Cuartos árbitros - Tsvetan Krastev - Georgi Kabakov - Nikola Popov - Ivaylo Stoyanov |

## Resultados

### Primera fase
Los dos primeros de cada grupo pasan a la siguiente ronda. El sorteo se realizó el 2 de abril de 2015 en Pomorie, Bulgaria a las 14:00 (hora local) (UTC+3). Los horarios de cada partido corresponden a la hora local de Bulgaria.

#### Grupo A
| Equipo   | Pts | PJ | PG | PE | PP | GF | GC | Dif |
| -------- | --- | -- | -- | -- | -- | -- | -- | --- |
| Croacia  | 7   | 3  | 2  | 1  | 0  | 3  | 0  | 3   |
| España   | 5   | 3  | 1  | 2  | 0  | 3  | 2  | 1   |
| Austria  | 2   | 3  | 0  | 2  | 1  | 2  | 3  | -1  |
| Bulgaria | 1   | 3  | 0  | 1  | 2  | 2  | 5  | -3  |

| 6 de mayo de 2015, 15:00 | España              | 1:1 (0:0) | Austria       | Lazur Stadium, Burgas                     |                                           |
|                          | C. Aleñà 46' (pen.) | Reporte   | S. Lovric 62' | Árbitro(s): Mads-Kristoffer Kristoffersen | Árbitro(s): Mads-Kristoffer Kristoffersen |

| 6 de mayo de 2015, 19:00 | Bulgaria | 0:2 (0:1) | Croacia                        | Beroe Stadium, Stara Zagora  |                              |
|                          |          | Reporte   | M. Babić 24' · A. Blečić 80+3' | Árbitro(s): Paweł Raczkowski | Árbitro(s): Paweł Raczkowski |

| 9 de mayo de 2015, 13:00 | Croacia       | 1:0 (0:0) | Austria | Arena Sozopol, Sozopol      |                             |
|                          | D. Lovren 52' | Reporte   |         | Árbitro(s): Dumitru Muntean | Árbitro(s): Dumitru Muntean |

| 9 de mayo de 2015, 15:00 | Bulgaria        | 1:2 (1:1) | España                           | Lazur Stadium, Burgas    |                          |
|                          | T. Yordanov 35' | Reporte   | J. Zalazar 11' · F. Villalba 47' | Árbitro(s): Marius Avram | Árbitro(s): Marius Avram |

| 12 de mayo de 2015, 17:00 | Austria      | 1:1 (1:1) | Bulgaria        | Arena Sozopol, Sozopol    |                           |
|                           | O. Filip 34' | Reporte   | T. Yordanov 43' | Árbitro(s): Danilo Grujić | Árbitro(s): Danilo Grujić |

| 12 de mayo de 2015, 17:00 | Croacia | 0:0     | España | Hadzhi Dimitar Stadium, Sliven |                             |
|                           |         | Reporte |        | Árbitro(s): Erik Lambrechts    | Árbitro(s): Erik Lambrechts |

#### Grupo B
| Equipo          | Pts | PJ | PG | PE | PP | GF | GC | Dif |
| --------------- | --- | -- | -- | -- | -- | -- | -- | --- |
| Alemania        | 9   | 3  | 3  | 0  | 0  | 7  | 0  | 7   |
| Bélgica         | 6   | 3  | 2  | 0  | 1  | 4  | 2  | 2   |
| República Checa | 3   | 3  | 1  | 0  | 2  | 1  | 7  | -6  |
| Eslovenia       | 0   | 3  | 0  | 0  | 3  | 0  | 3  | -3  |

| 6 de mayo de 2015, 16:00 | República Checa | 1:0 (0:0) | Eslovenia | Hadzhi Dimitar Stadium, Sliven |                          |
|                          | O. Lingr 44'    | Reporte   |           | Árbitro(s): Marius Avram       | Árbitro(s): Marius Avram |

| 6 de mayo de 2015, 19:00 | Bélgica | 0:2 (0:0) | Alemania                         | Lazur Stadium, Burgas     |                           |
|                          |         | Reporte   | F. Passlack 43' · N. Schmidt 46' | Árbitro(s): Danilo Grujić | Árbitro(s): Danilo Grujić |

| 9 de mayo de 2015, 16:00 | República Checa | 0:3 (0:1) | Bélgica                                            | Arena Sozopol, Sozopol                    |                                           |
|                          |                 | Reporte   | I. Azzaoui 29' 75' (pen.) · D. Van Vaerenbergh 78' | Árbitro(s): Mads-Kristoffer Kristoffersen | Árbitro(s): Mads-Kristoffer Kristoffersen |

| 9 de mayo de 2015, 19:00 | Eslovenia | 0:1 (0:1) | Alemania        | Lazur Stadium, Burgas        |                              |
|                          |           | Reporte   | J. Eggestein 8' | Árbitro(s): Adrien Jaccottet | Árbitro(s): Adrien Jaccottet |

| 12 de mayo de 2015, 19:00 | Alemania                                               | 4:0 (3:0) | República Checa | Beroe Stadium, Stara Zagora |                             |
|                           | F. Passlack 10' 40+2' · E. Karakas 33' · G. Sağlam 53' | Reporte   |                 | Árbitro(s): Alan Mario Sant | Árbitro(s): Alan Mario Sant |

| 12 de mayo de 2015, 19:00 | Eslovenia | 0:1 (0:1) | Bélgica                  | Lazur Stadium, Burgas        |                              |
|                           |           | Reporte   | D. Van Vaerenbergh 80+3' | Árbitro(s): Roy Reinshreiber | Árbitro(s): Roy Reinshreiber |

#### Grupo C
| Equipo  | Pts | PJ | PG | PE | PP | GF | GC | Dif |
| ------- | --- | -- | -- | -- | -- | -- | -- | --- |
| Francia | 9   | 3  | 3  | 0  | 0  | 7  | 0  | 7   |
| Rusia   | 4   | 3  | 1  | 1  | 1  | 4  | 3  | 1   |
| Grecia  | 4   | 3  | 1  | 1  | 1  | 3  | 3  | 0   |
| Escocia | 0   | 3  | 0  | 0  | 3  | 0  | 8  | -8  |

| 7 de mayo de 2015, 16:00 | Grecia                                | 2:2 (1:0) | Rusia                           | Arena Sozopol, Sozopol      |                             |
|                          | K. Kirtzialidis 37' · E. Pavlidis 64' | Reporte   | D. Pletnev 59' · Y. Denisov 72' | Árbitro(s): Erik Lambrechts | Árbitro(s): Erik Lambrechts |

| 7 de mayo de 2015, 17:00 | Escocia | 0:5 (0:4) | Francia                                                               | Beroe Stadium, Stara Zagora |                             |
|                          |         | Reporte   | N. Ikone 17' 20' · O. Edouard 25' · B. Boutobba 35' · M. Doucoure 46' | Árbitro(s): Alan Mario Sant | Árbitro(s): Alan Mario Sant |

| 10 de mayo de 2015, 16:00 | Rusia | 0:1 (0:0) | Francia        | Hadzhi Dimitar Stadium, Sliven |                           |
|                           |       | Reporte   | O. Edouard 50' | Árbitro(s): Danilo Grujić      | Árbitro(s): Danilo Grujić |

| 10 de mayo de 2015, 17:00 | Grecia          | 1:0 (1:0) | Escocia | Arena Sozopol, Sozopol       |                              |
|                           | E. Pavlidis 39' | Reporte   |         | Árbitro(s): Paweł Raczkowski | Árbitro(s): Paweł Raczkowski |

| 13 de mayo de 2015, 17:00 | Francia          | 1:0 (0:0) | Grecia | Arena Sozopol, Sozopol       |                              |
|                           | J. Rambaud 80+4' | Reporte   |        | Árbitro(s): Adrien Jaccottet | Árbitro(s): Adrien Jaccottet |

| 13 de mayo de 2015, 17:00 | Rusia                           | 2:0 (0:0) | Escocia | Hadzhi Dimitar Stadium, Sliven |                             |
|                           | Y. Denisov 52' · D. Pletnev 65' | Reporte   |         | Árbitro(s): Dumitru Muntean    | Árbitro(s): Dumitru Muntean |

#### Grupo D
| Equipo       | Pts | PJ | PG | PE | PP | GF | GC | Dif |
| ------------ | --- | -- | -- | -- | -- | -- | -- | --- |
| Inglaterra   | 7   | 3  | 2  | 1  | 0  | 3  | 1  | 2   |
| Italia       | 4   | 3  | 1  | 1  | 1  | 3  | 2  | 1   |
| Países Bajos | 3   | 3  | 0  | 3  | 0  | 2  | 2  | 0   |
| Irlanda      | 1   | 3  | 0  | 1  | 2  | 0  | 3  | -3  |

| 7 de mayo de 2015, 13:00 | Irlanda | 0:0     | Países Bajos | Arena Sozopol, Sozopol      |                             |
|                          |         | Reporte |              | Árbitro(s): Dumitru Muntean | Árbitro(s): Dumitru Muntean |

| 7 de mayo de 2015, 19:00 | Italia | 0:1 (0:0) | Inglaterra     | Lazur Stadium, Burgas        |                              |
|                          |        | Reporte   | M. Edwards 47' | Árbitro(s): Adrien Jaccottet | Árbitro(s): Adrien Jaccottet |

| 10 de mayo de 2015, 16:00 | Irlanda | 0:2 (0:1) | Italia                        | Beroe Stadium, Stara Zagora  |                              |
|                           |         | Reporte   | S. Faso 9' · S. Mazzocchi 56' | Árbitro(s): Roy Reinshreiber | Árbitro(s): Roy Reinshreiber |

| 10 de mayo de 2015, 20:00 | Países Bajos          | 1:1 (0:1) | Inglaterra                | Beroe Stadium, Stara Zagora |                             |
|                           | R. Boultam 56' (pen.) | Reporte   | T. Fosu-Mensah 18' (a.g.) | Árbitro(s): Erik Lambrechts | Árbitro(s): Erik Lambrechts |

| 13 de mayo de 2015, 19:00 | Inglaterra     | 1:0 (0:0) | Irlanda | Beroe Stadium, Stara Zagora  |                              |
|                           | M. Edwards 71' | Reporte   |         | Árbitro(s): Paweł Raczkowski | Árbitro(s): Paweł Raczkowski |

| 13 de mayo de 2015, 19:00 | Países Bajos          | 1:1 (0:1) | Italia        | Lazur Stadium, Burgas                     |                                           |
|                           | F. Giraudo 68' (a.g.) | Reporte   | P. Cutrone 6' | Árbitro(s): Mads-Kristoffer Kristoffersen | Árbitro(s): Mads-Kristoffer Kristoffersen |

### Segunda Fase
|  | Cuartos de final | Cuartos de final |          |          | Semifinales | Semifinales |  |         | Final | Final |  |
|  |                  |                  |          |          |             |             |  |         |       |       |  |
|  |                  |                  |          |          |             |             |  |         |       |       |  |
|  | Croacia          | 1 (3)            |          |          |             |             |  |         |       |       |  |
|  | Croacia          | 1 (3)            |          |          |             |             |  |         |       |       |  |
|  | Bélgica (p.)     | 1 (5)            |          |          |             |             |  |         |       |       |  |
|  | Bélgica (p.)     | 1 (5)            |          | Bélgica  | 1 (1)       |             |  |         |       |       |  |
|  |                  |                  |          | Bélgica  | 1 (1)       |             |  |         |       |       |  |
|  |                  |                  | Francia  | 1 (2)    |             |             |  |         |       |       |  |
|  | Francia          | 3                | Francia  | 1 (2)    |             |             |  |         |       |       |  |
|  | Francia          | 3                |          |          |             |             |  |         |       |       |  |
|  | Italia           | 0                |          |          |             |             |  |         |       |       |  |
|  | Italia           | 0                |          |          |             |             |  | Francia | 4     |       |  |
|  |                  |                  |          |          |             |             |  | Francia | 4     |       |  |
|  |                  |                  | Alemania | 1        |             |             |  |         |       |       |  |
|  | Alemania (p.)    | 0 (4)            | Alemania | 1        |             |             |  |         |       |       |  |
|  | Alemania (p.)    | 0 (4)            |          |          |             |             |  |         |       |       |  |
|  | España           | 0 (2)            |          |          |             |             |  |         |       |       |  |
|  | España           | 0 (2)            |          | Alemania | 1           |             |  |         |       |       |  |
|  |                  |                  |          | Alemania | 1           |             |  |         |       |       |  |
|  |                  |                  | Rusia    | 0        |             |             |  |         |       |       |  |
|  | Inglaterra       | 0                | Rusia    | 0        |             |             |  |         |       |       |  |
|  | Inglaterra       | 0                |          |          |             |             |  |         |       |       |  |
|  | Rusia            | 1                |          |          |             |             |  |         |       |       |  |
|  | Rusia            | 1                |          |          |             |             |  |         |       |       |  |
|  |                  |                  |          |          |             |             |  |         |       |       |  |

### Partidos por la clasificación a la Copa Mundial Sub-17
|  | Play-Offs             | Play-Offs  | Play-Offs             |            |                    | Clasificados | Clasificados | Clasificados |  |
|  |                       |            |                       |            |                    |              |              |              |  |
|  |                       |            |                       |            |                    |              |              |              |  |
|  | Bandera de Croacia    | Croacia    | 1                     |            |                    |              |              |              |  |
|  | Bandera de Croacia    | Croacia    | 1                     |            |                    |              |              |              |  |
|  | Bandera de Italia     | Italia     | 0                     |            |                    |              |              |              |  |
|  | Bandera de Italia     | Italia     | 0                     |            | Bandera de Croacia | Croacia      |              |              |  |
|  |                       |            |                       |            | Bandera de Croacia | Croacia      |              |              |  |
|  |                       |            | Bandera de Inglaterra | Inglaterra |                    |              |              |              |  |
|  | Bandera de España     | España     | Bandera de Inglaterra | Inglaterra | 0 (3)              |              |              |              |  |
|  | Bandera de España     | España     |                       |            | 0 (3)              |              |              |              |  |
|  | Bandera de Inglaterra | Inglaterra | 0 (5)                 |            |                    |              |              |              |  |
|  | Bandera de Inglaterra | Inglaterra | 0 (5)                 |            |                    |              |              |              |  |
|  |                       |            |                       |            |                    |              |              |              |  |

### Cuartos de final
| 15 de mayo de 2015, 16:00 | Croacia                                    | 1:1 (1:0) (3:5 p.)         | Bélgica                                                                  | Lazur Stadium, Burgas    |                          |
|                           | K. Majić 34'                               | Reporte                    | I. Azzaoui 53'                                                           | Árbitro(s): Marius Avram | Árbitro(s): Marius Avram |
|                           |                                            | Tiros desde el punto penal |                                                                          |                          |                          |
|                           | N. Moro · J. Brekalo · D. Lovren · B. Sosa |                            | C. Janssens · D. van Vaerenbergh · L. Daneels · A. Ademoglu · I. Azzaoui |                          |                          |

| 15 de mayo de 2015, 19:00 | Alemania                                    | 0:0 (4:2 p.)               | España                                        | Beroe Stadium, Stara Zagora  |                              |
|                           |                                             | Reporte                    |                                               | Árbitro(s): Roy Reinshreiber | Árbitro(s): Roy Reinshreiber |
|                           |                                             | Tiros desde el punto penal |                                               |                              |                              |
|                           | G. Gül · V. Janelt · F. Passlack · S. Özcan |                            | J. Pepelu · D. Olmo · C. Aleñá · Ó. Rodríguez |                              |                              |

| 16 de mayo de 2015, 16:00 | Inglaterra | 0:1 (0:1) | Rusia          | Lazur Stadium, Burgas       |                             |
|                           |            | Reporte   | A. Tatayev 29' | Árbitro(s): Alan Mario Sant | Árbitro(s): Alan Mario Sant |

| 16 de mayo de 2015, 19:00 | Francia                          | 3:0 (1:0) | Italia | Beroe Stadium, Stara Zagora |                           |
|                           | O. Edouard 5' 72' · N. Ikone 53' | Reporte   |        | Árbitro(s): Danilo Grujić   | Árbitro(s): Danilo Grujić |

### Play-Offs por la clasificación a la Copa Mundial Sub-17
| 19 de mayo de 2015, 16:00 | Croacia     | 1:0 (1:0) | Italia | Hadzhi Dimitar Stadium, Sliven            |                                           |
|                           | N. Moro 15' | Reporte   |        | Árbitro(s): Mads-Kristoffer Kristoffersen | Árbitro(s): Mads-Kristoffer Kristoffersen |

| 19 de mayo de 2015, 16:00 | España                                     | 0:0 (3:5 p.)               | Inglaterra                                                 | Arena Sozopol, Sozopol      |                             |
|                           |                                            | Reporte                    |                                                            | Árbitro(s): Dumitru Muntean | Árbitro(s): Dumitru Muntean |
|                           |                                            | Tiros desde el punto penal |                                                            |                             |                             |
|                           | Pepelu · D. Olmo · F. Villalba · A. Martín |                            | M. Edwards · I. Ugbo · C. Willock · R. Oxford · E. Suliman |                             |                             |

### Semifinales
| 19 de mayo de 2015, 16:00 | Bélgica                                                                  | 1:1 (0:1) (1:2 p.)         | Francia                                                      | Lazur Stadium, Burgas        |                              |
|                           | R. Seigers 52'                                                           | Reporte                    | O. Edouard 23'                                               | Árbitro(s): Adrien Jaccottet | Árbitro(s): Adrien Jaccottet |
|                           |                                                                          | Tiros desde el punto penal |                                                              |                              |                              |
|                           | C. Janssens · D. Van Vaerenbergh · L. Daneels · A. Ademoglu · I. Azzaoui |                            | N. Janvier · T. Cognat · M. Pelican · L. Zidane · O. Edouard |                              |                              |

| 19 de mayo de 2015, 19:00 | Alemania     | 1:0 (0:0) | Rusia | Beroe Stadium, Stara Zagora |                          |
|                           | J. Serra 68' | Reporte   |       | Árbitro(s): Marius Avram    | Árbitro(s): Marius Avram |

### Final
| 22 de mayo de 2015, 20:00 | Francia                                    | 4:1 (1:0) | Alemania       | Lazur Stadium, Burgas        |                              |
|                           | O. Edouard 40' 47' 70' · G. Gül 83' (a.g.) | Reporte   | E. Karakaş 50' | Árbitro(s): Paweł Raczkowski | Árbitro(s): Paweł Raczkowski |

| Bandera de Francia |
| Campeón Francia    |
| Segundo título     |

## Clasificados a la Copa Mundial de Fútbol Sub-17 de 2015
| Bandera de Alemania | Bandera de Bélgica | Bandera de Croacia | Bandera de Francia | Bandera de Inglaterra | Bandera de Rusia |
| Alemania            | Bélgica            | Croacia            | Francia            | Inglaterra            | Rusia            |
| ------------------- | ------------------ | ------------------ | ------------------ | --------------------- | ---------------- |

## Estadísticas

### Tabla general
| Equipo | Equipo          | Pts | PJ | PG | PE | PP | GF | GC | Dif | Rend |
| ------ | --------------- | --- | -- | -- | -- | -- | -- | -- | --- | ---- |
| 1      | Francia         | 16  | 6  | 5  | 1  | 0  | 15 | 2  | +13 | 89%  |
| 2      | Alemania        | 13  | 6  | 4  | 1  | 1  | 9  | 4  | +5  | 72%  |
| 3      | Bélgica         | 8   | 5  | 2  | 2  | 1  | 6  | 4  | +2  | 53%  |
| 4      | Rusia           | 7   | 5  | 2  | 1  | 2  | 5  | 4  | +1  | 47%  |
| 5      | Croacia         | 8   | 4  | 2  | 2  | 0  | 4  | 1  | +3  | 67%  |
| 6      | Inglaterra      | 7   | 4  | 2  | 1  | 1  | 3  | 2  | +1  | 58%  |
| 7      | España          | 6   | 4  | 1  | 3  | 0  | 3  | 2  | +1  | 50%  |
| 8      | Italia          | 4   | 4  | 1  | 1  | 2  | 3  | 5  | -2  | 33%  |
| 9      | Grecia          | 4   | 3  | 1  | 1  | 1  | 3  | 3  | 0   | 44%  |
| 10     | Países Bajos    | 3   | 3  | 0  | 3  | 0  | 2  | 2  | 0   | 33%  |
| 11     | República Checa | 3   | 3  | 1  | 0  | 2  | 1  | 7  | -6  | 33%  |
| 12     | Austria         | 2   | 3  | 0  | 2  | 1  | 2  | 3  | -1  | 22%  |
| 13     | Bulgaria        | 1   | 3  | 0  | 1  | 2  | 2  | 5  | -3  | 11%  |
| 14     | Irlanda         | 1   | 3  | 0  | 1  | 2  | 0  | 3  | -3  | 11%  |
| 15     | Eslovenia       | 0   | 3  | 0  | 0  | 3  | 0  | 3  | -3  | 0%   |
| 16     | Escocia         | 0   | 3  | 0  | 0  | 3  | 0  | 8  | -8  | 0%   |

### Goleadores
| Jugador            | Equipo   | Goles |
| ------------------ | -------- | ----- |
| Odsonne Edouard    | Francia  | 8     |
| Ismail Azzaoui     | Bélgica  | 3     |
| Nanimato Ikone     | Francia  | 3     |
| Felix Passlack     | Alemania | 3     |
| Evangelos Pavlidis | Grecia   | 2     |
| Dmitri Pletnev     | Rusia    | 2     |